# Lillsjön (Gryts socken, Södermanland)
Lillsjön är en sjö i Gnesta kommun i Södermanland och ingår i Nyköpingsåns huvudavrinningsområde.